# دریاچه آیاقوم
دریاچه آیاقوم (چینی: 阿雅克库木湖) یک دریاچه در استان سین‌کیانگ کشور چین است.